# Élections législatives de 2017 dans les Côtes-d'Armor
Les élections législatives françaises de 2017 se sont déroulées les 11 et 18 juin 2017. Dans le département des Côtes-d'Armor, cinq députés sont à élire dans le cadre de cinq circonscriptions.

## Élus
| Circonscription | Député sortant    | Parti | Parti | Député élu ou réélu | Parti | Parti |
| --------------- | ----------------- | ----- | ----- | ------------------- | ----- | ----- |
| 1re             | Michel Lesage     |       | PS    | Bruno Joncour       |       | MoDem |
| 2e              | Viviane Le Dissez |       | PS    | Hervé Berville      |       | REM   |
| 3e              | Marc Le Fur       |       | LR    | Marc Le Fur         |       | LR    |
| 4e              | Annie Le Houérou  |       | PS    | Yannick Kerlogot    |       | REM   |
| 5e              | Éric Bothorel     |       | REM   | Éric Bothorel       |       | REM   |

## Rappel des résultats départementaux des élections de 2012
| Parti          | Parti                              | Premier tour | Premier tour | Second tour | Second tour | Sièges |
| Parti          | Parti                              | Voix         | %            | Voix        | %           | Sièges |
| -------------- | ---------------------------------- | ------------ | ------------ | ----------- | ----------- | ------ |
|                | Parti socialiste                   | 101 545      | 35,56        | 133 872     | 48,21       | 3      |
|                | Divers gauche dont MRC             | 16 312       | 5,71         | 32 487      | 11,70       | 1      |
|                | Europe Écologie Les Verts          | 14 519       | 5,08         |             |             | 0      |
|                | Majorité présidentielle            | 132 376      | 46,36        | 166 359     | 59,90       | 4      |
|                |                                    |              |              |             |             |        |
|                | Union pour un mouvement populaire  | 82 895       | 29,03        | 111 348     | 40,10       | 1      |
|                | Alliance centriste                 | 4 383        | 1,54         |             |             | 0      |
|                | Nouveau centre                     | 921          | 0,32         | 0           |             |        |
|                | Divers droite dont DLR et PCD      | 247          | 0,09         | 0           |             |        |
|                | Droite parlementaire               | 88 446       | 30,98        | 111 348     | 40,10       | 1      |
|                |                                    |              |              |             |             |        |
|                | Front de gauche                    | 23 599       | 8,26         |             |             | 0      |
|                | Front national                     | 23 133       | 8,10         | 0           |             |        |
|                | Régionaliste                       | 6 517        | 2,28         | 0           |             |        |
|                | Mouvement démocrate                | 5 371        | 1,88         | 0           |             |        |
|                | Extrême gauche dont LO, NPA et POI | 4 498        | 1,58         | 0           |             |        |
|                | Divers écologiste dont LT-LNÉ      | 1 091        | 0,38         | 0           |             |        |
|                | Divers                             | 500          | 0,18         | 0           |             |        |
|                |                                    |              |              |             |             |        |
| Inscrits       | Inscrits                           | 451 235      | 100,00       | 451 142     | 100,00      | 5      |
| Abstentions    | Abstentions                        | 160 883      | 35,65        | 164 110     | 36,38       |        |
| Votants        | Votants                            | 290 352      | 64,35        | 287 032     | 63,62       |        |
| Blancs et nuls | Blancs et nuls                     | 4 821        | 1,66         | 9 325       | 3,25        |        |
| Exprimés       | Exprimés                           | 285 531      | 98,34        | 277 707     | 96,75       |        |

## Résultats de l'élection présidentielle de 2017 par circonscription
| Circonscription | 1er tour | 1er tour | 1er tour | 1er tour  |         | 2d tour | 2d tour |
| Circonscription | Macron   | Le Pen   | Fillon   | Mélenchon | Macron  | Le Pen  |         |
| --------------- | -------- | -------- | -------- | --------- | ------- | ------- | ------- |
| Circonscription |          |          |          |           |         |         |         |
| 1re             | 30,93 %  | 14,31 %  | 16,7 %   | 21,32 %   | 77,68 % | 22,32 % |         |
| 2e              | 26,96 %  | 17,33 %  | 21,57 %  | 18,24 %   | 71,45 % | 28,55 % |         |
| 3e              | 27,77 %  | 19,04 %  | 19,22 %  | 17,76 %   | 70,6 %  | 29,4 %  |         |
| 4e              | 26,18 %  | 17,44 %  | 14,15 %  | 23,88 %   | 71,36 % | 28,64 % |         |
| 5e              | 28,02 %  | 14,52 %  | 19,27 %  | 20,71 %   | 75,83 % | 24,17 % |         |

## Résultats

### Résultats à l'échelle du département
|                                                   |                                      |                           |                           |                          |                          |
|                                                   |                                      | Premier tour 11 juin 2017 | Premier tour 11 juin 2017 | Second tour 18 juin 2017 | Second tour 18 juin 2017 |
|                                                   |                                      |                           |                           |                          |                          |
|                                                   |                                      | Nombre                    | % des inscrits            | Nombre                   | % des inscrits           |
| Inscrits                                          | Inscrits                             | 455 842                   | 100,00                    | 455 813                  | 100,00                   |
| Abstentions                                       | Abstentions                          | 191 793                   | 42,07                     | 226 262                  | 49,64                    |
| Votants                                           | Votants                              | 264 049                   | 57,93                     | 229 551                  | 50,36                    |
|                                                   |                                      |                           | % des votants             |                          | % des votants            |
| Bulletins blancs                                  | Bulletins blancs                     | 3 824                     | 1,45                      | 16 141                   | 7,03                     |
| Bulletins nuls                                    | Bulletins nuls                       | 1 759                     | 0,67                      | 7 534                    | 3,28                     |
| Suffrages exprimés                                | Suffrages exprimés                   | 258 466                   | 97,89                     | 205 876                  | 89,69                    |
|                                                   |                                      |                           |                           |                          |                          |
| Étiquette politique                               | Étiquette politique                  | Voix                      | % des exprimés            | Voix                     | % des exprimés           |
|                                                   |                                      |                           |                           |                          |                          |
|                                                   | La République en marche              | 80 152                    | 31,01                     | 95 707                   | 46,49                    |
|                                                   | Les Républicains                     | 36 022                    | 13,94                     | 40 648                   | 19,74                    |
|                                                   | La France insoumise                  | 30 502                    | 11,80                     |                          |                          |
|                                                   | Parti socialiste                     | 26 602                    | 10,29                     | 32 500                   | 15,79                    |
|                                                   | Front national                       | 21 259                    | 8,23                      |                          |                          |
|                                                   | Mouvement démocrate                  | 19 951                    | 7,72                      | 22 233                   | 10,80                    |
|                                                   | Écologiste (EELV, MEI)               | 10 829                    | 4,19                      |                          |                          |
|                                                   | Union des démocrates et indépendants | 9 470                     | 3,66                      | 14 788                   | 7,18                     |
|                                                   | Parti communiste français            | 8 680                     | 3,36                      |                          |                          |
|                                                   | Régionaliste (OLB, UDB, M100%, PB)   | 6 068                     | 2,35                      |                          |                          |
|                                                   | Divers droite (dont PCD)             | 4 102                     | 1,59                      |                          |                          |
|                                                   | Extrême gauche (LO, POID, NPA)       | 2 988                     | 1,16                      |                          |                          |
|                                                   | Divers (dont PVB, UPR)               | 1 693                     | 0,66                      |                          |                          |
|                                                   | Divers gauche (ParDem)               | 148                       | 0,06                      |                          |                          |
| Source : Ministère de l'Intérieur - Côtes-d'Armor |                                      |                           |                           |                          |                          |

### Résultats par circonscription

#### Première circonscription (Saint-Brieuc)
Député sortant : Michel Lesage (Parti socialiste).
|                                                                                |                                                                             |                           |                           |                          |                          |
|                                                                                |                                                                             | Premier tour 11 juin 2017 | Premier tour 11 juin 2017 | Second tour 18 juin 2017 | Second tour 18 juin 2017 |
|                                                                                |                                                                             |                           |                           |                          |                          |
|                                                                                |                                                                             | Nombre                    | % des inscrits            | Nombre                   | % des inscrits           |
| Inscrits                                                                       | Inscrits                                                                    | 89 817                    | 100,00                    | 89 815                   | 100,00                   |
| Abstentions                                                                    | Abstentions                                                                 | 40 261                    | 44,83                     | 48 150                   | 53,61                    |
| Votants                                                                        | Votants                                                                     | 49 556                    | 55,17                     | 41 665                   | 46,39                    |
|                                                                                |                                                                             |                           | % des votants             |                          | % des votants            |
| Bulletins blancs                                                               | Bulletins blancs                                                            | 790                       | 1,59                      | 3 034                    | 7,28                     |
| Bulletins nuls                                                                 | Bulletins nuls                                                              | 344                       | 0,69                      | 1 603                    | 3,85                     |
| Suffrages exprimés                                                             | Suffrages exprimés                                                          | 48 422                    | 97,71                     | 37 028                   | 88,87                    |
|                                                                                |                                                                             |                           |                           |                          |                          |
| Candidat Étiquette politique (partis et alliances)                             | Candidat Étiquette politique (partis et alliances)                          | Voix                      | % des exprimés            | Voix                     | % des exprimés           |
|                                                                                |                                                                             |                           |                           |                          |                          |
|                                                                                | Bruno Joncour Mouvement démocrate (La République en marche)                 | 19 951                    | 41,20                     | 22 233                   | 60,04                    |
|                                                                                | Michel Lesage (député sortant) Parti socialiste                             | 6 691                     | 13,82                     | 14 795                   | 39,96                    |
|                                                                                | Marion Gorgiard La France insoumise                                         | 6 078                     | 12,55                     |                          |                          |
|                                                                                | Sylvie Grondin Les Républicains (Union des démocrates et indépendants)      | 5 379                     | 11,11                     |                          |                          |
|                                                                                | Pierre-Yves Lopin Front national                                            | 3 582                     | 7,40                      |                          |                          |
|                                                                                | Aurélien Danvert Europe Écologie Les Verts                                  | 2 578                     | 5,32                      |                          |                          |
|                                                                                | Jean-François Philippe Parti communiste français                            | 1 725                     | 3,56                      |                          |                          |
|                                                                                | Pascal Laporte Régionaliste (Oui la Bretagne - Union démocratique bretonne) | 1 062                     | 2,19                      |                          |                          |
|                                                                                | Alain Le Fol Lutte ouvrière                                                 | 435                       | 0,90                      |                          |                          |
|                                                                                | Joannic Martin Régionaliste (Mouvement 100 % - Parti breton)                | 394                       | 0,81                      |                          |                          |
|                                                                                | Gwenaëlle Gesret Divers (Union populaire républicaine)                      | 281                       | 0,58                      |                          |                          |
|                                                                                | Hervé Denis Extrême gauche (Parti ouvrier indépendant démocratique)         | 265                       | 0,55                      |                          |                          |
|                                                                                | Guillaume Ropars Divers (Parti du vote blanc)                               | 1                         | 0,00                      |                          |                          |
| Source : Ministère de l'Intérieur - Première circonscription des Côtes-d'Armor |                                                                             |                           |                           |                          |                          |

#### Deuxième circonscription (Dinan)
Député sortant : Viviane Le Dissez (Parti socialiste).
|                                                                                | |                           |                           |                          |                          |
|                                                                                | | Premier tour 11 juin 2017 | Premier tour 11 juin 2017 | Second tour 18 juin 2017 | Second tour 18 juin 2017 |
|                                                                                | |                           |                           |                          |                          |
|                                                                                | | Nombre                    | % des inscrits            | Nombre                   | % des inscrits           |
| Inscrits                                                                       | Inscrits | 96 776                    | 100,00                    | 96 776                   | 100,00                   |
| Abstentions                                                                    | Abstentions | 40 638                    | 41,99                     | 49 420                   | 51,07                    |
| Votants                                                                        | Votants | 56 138                    | 58,01                     | 47 356                   | 48,93                    |
|                                                                                | |                           | % des votants             |                          | % des votants            |
| Bulletins blancs                                                               | Bulletins blancs                                                                                                 | 878                       | 1,56                      | 3 975                    | 8,39                     |
| Bulletins nuls                                                                 | Bulletins nuls                                                                                                   | 384                       | 0,68                      | 1 567                    | 3,31                     |
| Suffrages exprimés                                                             | Suffrages exprimés                                                                                               | 54 876                    | 97,75                     | 41 814                   | 88,30                    |
|                                                                                | |                           |                           |                          |                          |
| Candidat Étiquette politique (partis et alliances)                             | Candidat Étiquette politique (partis et alliances)                                                               | Voix                      | % des exprimés            | Voix                     | % des exprimés           |
|                                                                                | |                           |                           |                          |                          |
|                                                                                | Hervé Berville La République en marche                                                                           | 21 317                    | 38,85                     | 26 834                   | 64,17                    |
|                                                                                | Didier Déru Les Républicains (Union des démocrates et indépendants)                                              | 7 576                     | 13,81                     | 14 980                   | 35,83                    |
|                                                                                | Viviane Le Dissez (députée sortante) Parti socialiste                                                            | 6 696                     | 12,20                     |                          |                          |
|                                                                                | Didier Giffrain La France insoumise                                                                              | 6 572                     | 11,98                     |                          |                          |
|                                                                                | Odile de Mellon Front national                                                                                   | 5 264                     | 9,59                      |                          |                          |
|                                                                                | Michel Desbois Divers droite                                                                                     | 2 979                     | 5,43                      |                          |                          |
|                                                                                | Jocelyne Leclerc Europe Écologie Les Verts                                                                       | 1 590                     | 2,90                      |                          |                          |
|                                                                                | Louis Bouan Divers droite (Parti chrétien-démocrate)                                                             | 607                       | 1,11                      |                          |                          |
|                                                                                | Stuart Lesvier Régionaliste (Oui la Bretagne - Union démocratique bretonne)                                      | 569                       | 1,04                      |                          |                          |
|                                                                                | Serge Monrocq Écologiste (Mouvement écologiste indépendant - Confédération pour l'homme, l'animal et la planète) | 489                       | 0,89                      |                          |                          |
|                                                                                | Erwan Le Garlantezec Régionaliste (Mouvement 100 % - Parti breton)                                               | 426                       | 0,78                      |                          |                          |
|                                                                                | Josette Grimaud Lutte ouvrière                                                                                   | 358                       | 0,65                      |                          |                          |
|                                                                                | Nathan Malissen Divers (Union populaire républicaine)                                                            | 285                       | 0,52                      |                          |                          |
|                                                                                | David Douet Divers gauche (Parti de la démondialisation)                                                         | 148                       | 0,27                      |                          |                          |
| Source : Ministère de l'Intérieur - Deuxième circonscription des Côtes-d'Armor | |                           |                           |                          |                          |

#### Troisième circonscription (Lamballe-Loudéac)
Député sortant : Marc Le Fur (Les Républicains).
|                                                                                 |                                                                                       |                           |                           |                          |                          |
|                                                                                 |                                                                                       | Premier tour 11 juin 2017 | Premier tour 11 juin 2017 | Second tour 18 juin 2017 | Second tour 18 juin 2017 |
|                                                                                 |                                                                                       |                           |                           |                          |                          |
|                                                                                 |                                                                                       | Nombre                    | % des inscrits            | Nombre                   | % des inscrits           |
| Inscrits                                                                        | Inscrits                                                                              | 86 779                    | 100,00                    | 86 780                   | 100,00                   |
| Abstentions                                                                     | Abstentions                                                                           | 34 420                    | 39,66                     | 36 794                   | 42,40                    |
| Votants                                                                         | Votants                                                                               | 52 359                    | 60,34                     | 49 986                   | 57,60                    |
|                                                                                 |                                                                                       |                           | % des votants             |                          | % des votants            |
| Bulletins blancs                                                                | Bulletins blancs                                                                      | 640                       | 1,22                      | 1 872                    | 3,75                     |
| Bulletins nuls                                                                  | Bulletins nuls                                                                        | 281                       | 0,54                      | 862                      | 1,72                     |
| Suffrages exprimés                                                              | Suffrages exprimés                                                                    | 51 438                    | 98,24                     | 47 252                   | 94,53                    |
|                                                                                 |                                                                                       |                           |                           |                          |                          |
| Candidat Étiquette politique (partis et alliances)                              | Candidat Étiquette politique (partis et alliances)                                    | Voix                      | % des exprimés            | Voix                     | % des exprimés           |
|                                                                                 |                                                                                       |                           |                           |                          |                          |
|                                                                                 | Marc Le Fur (député sortant) Les Républicains (Union des démocrates et indépendants)  | 19 816                    | 38,52                     | 25 668                   | 54,32                    |
|                                                                                 | Olivier Allain La République en marche                                                | 19 166                    | 37,26                     | 21 584                   | 45,68                    |
|                                                                                 | Ronan Glaziou La France insoumise                                                     | 4 950                     | 9,62                      |                          |                          |
|                                                                                 | Pierre-Marie Launay Front national                                                    | 3 479                     | 6,76                      |                          |                          |
|                                                                                 | Nicolas Hervé Écologiste                                                              | 1 853                     | 3,60                      |                          |                          |
|                                                                                 | Christelle Schweitzer Parti communiste français                                       | 991                       | 1,93                      |                          |                          |
|                                                                                 | Andrée Kerleguer-Viougea Régionaliste (Oui la Bretagne - Union démocratique bretonne) | 504                       | 0,98                      |                          |                          |
|                                                                                 | Martial Collet Lutte ouvrière                                                         | 400                       | 0,78                      |                          |                          |
|                                                                                 | Franck Laposse Divers (Union populaire républicaine)                                  | 162                       | 0,31                      |                          |                          |
|                                                                                 | Jean-Michel Viel Divers                                                               | 117                       | 0,23                      |                          |                          |
| Source : Ministère de l'Intérieur - Troisième circonscription des Côtes-d'Armor |                                                                                       |                           |                           |                          |                          |

#### Quatrième circonscription (Guingamp)
Député sortant : Annie Le Houérou (Parti socialiste).
|                                                                                 |                                                                                    |                           |                           |                          |                          |
|                                                                                 |                                                                                    | Premier tour 11 juin 2017 | Premier tour 11 juin 2017 | Second tour 18 juin 2017 | Second tour 18 juin 2017 |
|                                                                                 |                                                                                    |                           |                           |                          |                          |
|                                                                                 |                                                                                    | Nombre                    | % des inscrits            | Nombre                   | % des inscrits           |
| Inscrits                                                                        | Inscrits                                                                           | 78 707                    | 100,00                    | 78 690                   | 100,00                   |
| Abstentions                                                                     | Abstentions                                                                        | 32 952                    | 41,87                     | 38 822                   | 49,34                    |
| Votants                                                                         | Votants                                                                            | 45 755                    | 58,13                     | 39 868                   | 50,66                    |
|                                                                                 |                                                                                    |                           | % des votants             |                          | % des votants            |
| Bulletins blancs                                                                | Bulletins blancs                                                                   | 698                       | 1,53                      | 2 585                    | 6,48                     |
| Bulletins nuls                                                                  | Bulletins nuls                                                                     | 386                       | 0,84                      | 1 525                    | 3,83                     |
| Suffrages exprimés                                                              | Suffrages exprimés                                                                 | 44 671                    | 97,63                     | 35 758                   | 89,69                    |
|                                                                                 |                                                                                    |                           |                           |                          |                          |
| Candidat Étiquette politique (partis et alliances)                              | Candidat Étiquette politique (partis et alliances)                                 | Voix                      | % des exprimés            | Voix                     | % des exprimés           |
|                                                                                 |                                                                                    |                           |                           |                          |                          |
|                                                                                 | Yannick Kerlogot La République en marche                                           | 15 412                    | 34,50                     | 18 053                   | 50,49                    |
|                                                                                 | Annie Le Houérou (députée sortante) Parti socialiste                               | 8 093                     | 18,12                     | 17 705                   | 49,51                    |
|                                                                                 | Murielle Lepvraud La France insoumise                                              | 4 925                     | 11,03                     |                          |                          |
|                                                                                 | Cinderella Bernard Parti communiste français (Front de gauche)                     | 4 639                     | 10,38                     |                          |                          |
|                                                                                 | Sandrine Madec Front national                                                      | 4 224                     | 9,46                      |                          |                          |
|                                                                                 | Martine Tison Les Républicains (Union des démocrates et indépendants)              | 3 251                     | 7,28                      |                          |                          |
|                                                                                 | Sylvie Bourbigot Europe Écologie Les Verts                                         | 1 630                     | 3,65                      |                          |                          |
|                                                                                 | Jean-Pierre Le Neun Régionaliste (Oui la Bretagne - Mouvement Bretagne et progrès) | 963                       | 2,16                      |                          |                          |
|                                                                                 | Thierry Perennes Extrême gauche (Nouveau Parti anticapitaliste)                    | 510                       | 1,14                      |                          |                          |
|                                                                                 | Jean-François Le Bihan Régionaliste (Mouvement 100 % - Parti breton)               | 387                       | 0,87                      |                          |                          |
|                                                                                 | Sylvie Lironcourt Lutte ouvrière                                                   | 339                       | 0,76                      |                          |                          |
|                                                                                 | Nicolas Noël Divers (Union populaire républicaine)                                 | 298                       | 0,67                      |                          |                          |
| Source : Ministère de l'Intérieur - Quatrième circonscription des Côtes-d'Armor |                                                                                    |                           |                           |                          |                          |

#### Cinquième circonscription (Lannion-Paimpol)
Député sortant : Éric Bothorel (La République en marche).
|                                                                                 |                                                                                   |                           |                           |                          |                          |
|                                                                                 |                                                                                   | Premier tour 11 juin 2017 | Premier tour 11 juin 2017 | Second tour 18 juin 2017 | Second tour 18 juin 2017 |
|                                                                                 |                                                                                   |                           |                           |                          |                          |
|                                                                                 |                                                                                   | Nombre                    | % des inscrits            | Nombre                   | % des inscrits           |
| Inscrits                                                                        | Inscrits                                                                          | 103 763                   | 100,00                    | 103 752                  | 100,00                   |
| Abstentions                                                                     | Abstentions                                                                       | 43 523                    | 41,94                     | 53 076                   | 51,16                    |
| Votants                                                                         | Votants                                                                           | 60 240                    | 58,06                     | 50 676                   | 48,84                    |
|                                                                                 |                                                                                   |                           | % des votants             |                          | % des votants            |
| Bulletins blancs                                                                | Bulletins blancs                                                                  | 818                       | 1,36                      | 4 675                    | 9,23                     |
| Bulletins nuls                                                                  | Bulletins nuls                                                                    | 364                       | 0,60                      | 1 977                    | 3,90                     |
| Suffrages exprimés                                                              | Suffrages exprimés                                                                | 59 058                    | 98,04                     | 44 024                   | 86,87                    |
|                                                                                 |                                                                                   |                           |                           |                          |                          |
| Candidat Étiquette politique (partis et alliances)                              | Candidat Étiquette politique (partis et alliances)                                | Voix                      | % des exprimés            | Voix                     | % des exprimés           |
|                                                                                 |                                                                                   |                           |                           |                          |                          |
|                                                                                 | Éric Bothorel La République en marche                                             | 24 257                    | 41,07                     | 29 236                   | 66,41                    |
|                                                                                 | Jean-Yves de Chaisemartin Union des démocrates et indépendants (Les Républicains) | 9 470                     | 16,04                     | 14 788                   | 33,59                    |
|                                                                                 | Marie-Amélie Troadec La France insoumise                                          | 7 977                     | 13,51                     |                          |                          |
|                                                                                 | Éric Robert Parti socialiste                                                      | 5 122                     | 8,67                      |                          |                          |
|                                                                                 | Annick Lebiez Front national                                                      | 4 710                     | 7,98                      |                          |                          |
|                                                                                 | Yves Nedellec Europe Écologie Les Verts                                           | 2 689                     | 4,55                      |                          |                          |
|                                                                                 | Trefina Kerrain Régionaliste (Oui la Bretagne - Union démocratique bretonne)      | 1 371                     | 2,32                      |                          |                          |
|                                                                                 | Benoît Dumont Parti communiste français (Ensemble !)                              | 1 325                     | 2,24                      |                          |                          |
|                                                                                 | Marie-Pierre Lecat Divers droite (Parti chrétien-démocrate)                       | 516                       | 0,87                      |                          |                          |
|                                                                                 | Marie-Françoise Le Ray Divers (Union populaire républicaine)                      | 452                       | 0,77                      |                          |                          |
|                                                                                 | Yann Guéguen Lutte ouvrière                                                       | 445                       | 0,75                      |                          |                          |
|                                                                                 | Jean-Marc Le Luyer Régionaliste (Parti breton)                                    | 392                       | 0,66                      |                          |                          |
|                                                                                 | Hervé Chuberre Extrême gauche (Parti ouvrier indépendant démocratique)            | 236                       | 0,40                      |                          |                          |
|                                                                                 | Guillaume Folcher Divers                                                          | 96                        | 0,16                      |                          |                          |
| Source : Ministère de l'Intérieur - Cinquième circonscription des Côtes-d'Armor |                                                                                   |                           |                           |                          |                          |